# Sovico
Sovìco (AFI: /soˈviko/; Süìcch in dialetto locale, AFI: /suˈ(v)ik/) è un comune italiano di 8 269 abitanti della provincia di Monza e della Brianza in Lombardia.

## Geografia fisica
Il comune di Sovico è situato in quella parte della bassa Brianza dove le colline e i poggi caratteristici di questa zona vanno gradualmente spegnendosi nell'ampia pianura che si apre a settentrione di Milano, nella quale sorgono gli importanti centri di Desio, Seregno, Lissone, Monza.
Ad est è attraversato dal corso del fiume Lambro, che scorre da nord a sud, segnando il confine con Triuggio. Sempre lungo la direttrice nord-sud si snoda l'importante strada provinciale che collega Monza con Carate e che rappresenta, insieme con la linea ferroviaria, la più importante infrastruttura di comunicazione del territorio.
Il 43% della superficie comunale è occupato da insediamenti residenziali ed industriali, mentre il rimanente 57% è rappresentato da aree non urbanizzate.
Ad est della via Giovanni da Sovico il tessuto urbano si frammenta in sparsi insediamenti residenziali, per la presenza della Valle del Lambro. Quest'ultima occupa 32 ettari ed è sottoposta a vincolo idrogeologico; è anche area di interesse paesaggistico ed include la Villa Visconti e la Cascina Belvedere.

## Origine del nome
La posizione elevata del centro abitato sembra avere dato origine al toponimo, che dovrebbe derivare dal latino "summus vicus"; il nome mutò poi in "Suigum" e "Suycum" (in dialetto Sovich, pronunciato suich) volgarizzandosi infine nella forma attuale di Sovico.

## Storia
Il primo documento che attesta l'esistenza del paese è una disposizione testamentaria dell'Arcivescovo di Milano Ansperto da Biassono a favore del diacono Ariprando, suo nipote, datata 11 novembre 879. In un atto del 15 gennaio 998, riguardante una vendita intercorsa fra il Vescovo di Tortona Liutfredo e il Duca Ottone, figlio di Conone, vi è menzione di beni immobili posti in " valle summovico". Una pergamena conservata presso l'Archivio di Stato di Milano ci dà ulteriore notizia del luogo: essa contiene un altro atto di carattere patrimoniale registrato in Domaso nel 1028, che ha per oggetto la vendita di una pertica di terreno posta "in loco et fundo Suyco".
Sul finire del secolo X l'Arcivescovo ambrosiano Landolfo II da Carcano, per guadagnarsi la fedeltà dei signori milanesi, concesse in feudo le pievi del contado e pose a capo di queste dei propri vassalli detti "capitanei" (capipieve).
Le vicende del feudo di Sovico iniziano con la costituzione del Capitaneato di Agliate, di cui era investita la nobile famiglia Confalonieri.
Nel secolo XI succedettero loro i conti Mandelli, che lo tennero, presumibilmente, fino a quasi tutto il secolo XIV.  Il 9 giugno 1475 Galeazzo Maria Sforza infeudava la Pieve di Agliate all'"egregio milite Francesco di Pietrasanta" al quale venne però revocata poco tempo dopo; nel corso del secolo XV fu concessa alla famiglia Balbiani originaria dell'Isola Comacina.
Al feudo erano connessi il titolo di conte e la piena giurisdizione civile e penale su tutti i luoghi, ville, cascine e mulini, con diritto sui dazi, sui pedaggi e sull'imbottato; infine, fatto nuovo, il feudo diveniva territorio a sé stante rispetto alla città di Milano.
La camera ducale conservava l'esazione della tassa sul sale e il diritto di guado dei fiumi; nonostante questa specificazione, ai Balbiani veniva imposta una tassa annua di 635 lire imperiali: Georolamo Balbiani opponeva allora al Duca Massimiliano Sforza che la sua famiglia era stata investita dal feudo a titolo oneroso previa rinuncia alla metà del feudo di Chiavenna, incamerato dal Duca. Il ricorso ebbe buon esito e lo stesso Massimiliano Sforza decretava l'esenzione dal pagamento del tributo nel 1514.
Le querele fiscali dovevano ripetersi anche a carico dei sudditi. La comunità di Sovico, insieme a quelle di Giussano e Albiate, rifiutò nel 1611 di pagare il dazio ai Balbiani e al suo posto corrisposte una somma di denaro annua. La controversia, portata davanti al magistrato delle entrate di Milano, si risolse a favore dei feudatari, i quali sostennero che i loro diritti erano conformi alle antiche prerogative della famiglia su quei luoghi. In questo periodo il paese era chiamato anche Siuigo.
Ultimo dei Balbiani fu il conte Benedetto, canonico della Collegiata di Santo Stefano in Milano; alla sua morte i beni passarono dapprima al fisco (1760) poi furono smembrati e venduti con asta pubblica: Sovico fu acquistato nel 1770 da Pietro Andreoli.
L'avvento della dominazione francese, nel 1796, significò l'abolizione di tutti i titoli nobiliari e di ogni privilegio feudale.

### Simboli
Lo stemma del comune di Sovico è in uso dal XVIII secolo. Assieme al gonfalone è stato riconosciuto con decreto del presidente della Repubblica del 12 aprile 2001.
L'emblema di Sovico deriva dallo stemma dell'antica famiglia lombarda dei Sovico, o Suvico, descritto a pagina 29 dell'Archivio Araldico Bonacina (passato successivamente all'Archivio Araldico Vallardi di Milano, ed oggi all'Archivio Araldico Guelfi Camajani di Genova).
Il gonfalone è un drappo troncato di azzurro e di rosso.

## Società

### Evoluzione demografica
- 1530 – 24 fuochi (nuclei familiari)
- 1569 – 230 abitanti
- 1584 – 200 abitanti
- 1589 – 289 abitanti
- 1604 – 314 abitanti
- 1751 – 500 abitanti
- 1759 – 621 abitanti
- 1771 – 645 abitanti
- 1797 – 601 abitanti
- 1805 – 630 abitanti
- 1809 – 1 425 abitanti, dopo annessione di Albiate
- 1811 – 2 202 abitanti, dopo annessione anche di Triuggio e Canonica
- 1853 – 1 137 abitanti
- 1859 – 1 258 abitanti
- 1861 – 1 265 abitanti
- 2004 - 7 329 abitanti
- 2008 - 7 958 abitanti
- 2015 - 8 381 abitanti

Abitanti censiti

### Istituzioni, enti e associazioni
- Associazione culturale Beato Contardo Ferrini: compagnia teatrale amatoriale nata nel 1976

## Cultura

### Istruzione

#### Biblioteche
La Biblioteca Civica di Sovico fa parte del Sistema Bibliotecario BrianzaBiblioteche.

### Arte
La storia della chiesa di Sovico è più che millenaria. Il Cardinale Schuster ebbe a dire che il "pagus" cui appartenne il paese fu tra i primi del Milanese ad abbracciare la fede cristiana dopo l'editto di Costantino nel 313 .
La prima notizia certa proviene dal "Liber Notitiae Sanctorum Mediolani" di Goffredo da Bussero, catalogo della Chiesa milanese della fine del XIII secolo: in esso si cita "in plebe Alliate, loco Somovico, ecclesia Sancti Fidelis". La conferma viene dalla "Notitia cleri mediolanensis de anno 1398" in cui si nomina la "Cappella de Sovico" cui è annessa la rendita di "lire 2, soldi 13, denari 7".
In un documento del 1562 la chiesa di Sovico viene ricordata come consacrata ai santi Simone e Giuda: probabilmente i fedeli optarono per l'intitolazione a questi Apostoli, in luogo dell'originario san Fedele, in occasione di qualche importante rimaneggiamento di cui fu oggetto l'edificio fra il XV e il XVI secolo.
Nella relazione della visita di due delegati arcivescovili nel 1569 abbiamo una descrizione della costruzione, che risulta misurare 22 passi in lunghezza e 12 in larghezza. Si trattava di una piccola cappella con abside, sulla cui facciata si aprivano due porte, fra le quali era interposto un piccolo campanile con due campane.
Il 19 agosto 1578 ricevette la visita di S. Carlo Borromeo; il 17 settembre 1606 quella del Cardinale Federico Borromeo. L'edificio fu quindi oggetto di numerosi interventi volti a rinnovarne e ad ampliarne la struttura.
Il 10 luglio 1827 crollò il campanile rovinando in gran parte sulla chiesa, che venne rifatta e riaperta al culto tre anni dopo.
Nell'aprile 1838 veniva soppressa la Pieve di Agliate, una delle più antiche della diocesi ambrosiana, e da essa nascevano le due Pievi di Carate e di Besana: Sovico fu compresa nella prima.

## Economia
A Sovico sono presenti aziende internazionalmente conosciute, tra le quali:
- Beta Utensili
- Canali
- Reggiani
- Parà
- Villa Giocattoli

## Infrastrutture e trasporti
Sovico era servita dalla linea ferroviaria Seregno-Bergamo grazie alla stazione di Macherio-Sovico posta proprio sul confine con Macherio. Dal 9 dicembre 2018 la linea ferroviaria è sostituita da un bus gestito da Trenord.
Sovico è collegata da alcune linee su gomma gestite da Azienda Trasporti Milanesi e Autoguidovie che collegano il paese con Sesto San giovanni dove è presente l’interscambio con la linea 1 della metropolitana milanese.
Sovico è inoltre attraversata dalla Strada Provinciale Monza-Carate, che include, nella sua tratta, il percorso ciclo-pedonale Monza-Albiate
Fra il 1890 e il 1960 la località ospitò una fermata posta lungo la tranvia Monza-Carate.

## Amministrazione

### Sindaci dall'Unità d'Italia ad oggi
| Periodo | Periodo   | Primo cittadino           | Partito                                                                | Carica                  | Note |
| ------- | --------- | ------------------------- | ---------------------------------------------------------------------- | ----------------------- | ---- |
| 1859    | 1869      | Giovanni Battista Legnani |                                                                        | Sindaco                 |      |
| 1869    | 1872      | Alberto Martini           |                                                                        | Sindaco                 |      |
| 1872    | 1899      | Francesco Recalcati       |                                                                        | Sindaco                 |      |
| 1899    | 1899      | Galeazzo Viganò           |                                                                        | Sindaco                 |      |
| 1899    | 1899      | Camillo Maggi             |                                                                        | Sindaco                 |      |
| 1899    | 1905      | Giovanni Viganò           |                                                                        | Sindaco                 |      |
| 1905    | 1918      | Michelangelo Viganò       |                                                                        | Sindaco                 |      |
| 1918    | 1923      | Alberto Rossi Martini     |                                                                        | Sindaco                 |      |
| 1923    | 1923      | Giovanni Brambilla        |                                                                        | Sindaco                 |      |
| 1924    | 1926      | Gian Luigi Mallioni       |                                                                        | Sindaco                 |      |
| 1926    | 1931      | Gian Luigi Mallioni       |                                                                        | podestà                 |      |
| 1931    | 1931      | Luigi Ghezzi              |                                                                        | commissario prefettizio |      |
| 1932    | 1936      | Luigi Ghezzi              |                                                                        | podestà                 |      |
| 1936    | 1936      | Alberto Colombo           |                                                                        | commissario prefettizio |      |
| 1937    | 1945      | Angelo Farina             |                                                                        | podestà                 |      |
| 1945    | 1945      | Egidio Sala               |                                                                        | Sindaco                 |      |
| 1945    | 1946      | Arturo Riva               |                                                                        | Sindaco                 |      |
| 1946    | 1951      | Mario Canzi               |                                                                        | Sindaco                 |      |
| 1951    | 1956      | Arturo Riva               |                                                                        | Sindaco                 |      |
| 1956    | 1970      | Luigi Elli                |                                                                        | Sindaco                 |      |
| 1970    | 1980      | Ernesto Cazzaniga         |                                                                        | Sindaco                 |      |
| 1980    | 1990      | Pierluigi Sala            |                                                                        | Sindaco                 |      |
| 1990    | 2004      | Adriano Motta             |                                                                        | Sindaco                 |      |
| 2005    | 2009      | Pierluigi Sala            |                                                                        | Sindaco                 |      |
| 2009    | 2019      | Alfredo Natale Colombo    |                                                                        | Sindaco                 |      |
| 2019    | In carica | Barbara Magni             | centrodestra: Forza Italia-Lega-Fratelli d'Italia, Popolari per Sovico | Sindaco                 |      |

## Sport

### Calcio
La principale squadra di calcio della città, fondata nel 1971, è l'Unione Polisportiva Dilettantistica Sovicese; nella stagione sportiva 2017/2018 ha militato nel girone U di seconda categoria Monza e Brianza.

### Basket
È presente una società di pallacanestro, il GS Basket Sovico, che nella stagione 2018/19 milita nel campionato di Promozione di Milano.

### Pallavolo
La città possiede una squadra di pallavolo, il Volley Sovico.